# Kampfgeschwader 1 »Hindenburg«
Kampfgeschwader 1 »Hindenburg« (dobesedno slovensko: Bojni polk 1 »Hindenburg«; kratica KG 1) je bil bombniški letalski polk (Geschwader) v sestavi nemške Luftwaffe med drugo svetovno vojno.

## Organizacija
- štab
- I. skupina
- II. skupina
- III. skupina

## Vodstvo polka
Poveljniki polka (Geschwaderkommodore)
- Oberleutnant Ulrich Kessler: 1. maj 1939
- Oberleutnant Ernst Exss: 19. december 1939
- Obest Josef Kammhuber: 12. julij 1940
- Generalmajor Karl Angerstein: 18. julij 1940
- Major Herbert Loch: marec 1942
- Oberleutnant Peter Schemmel: junij 1942
- Major Hans Keppler: 15. avgust 1942
- Major Heinrich Lau: september 1942
- Oberleutnant Horst von Riesen: 17. marec 1943